# Zanyán
Zanyán (persa: زنجان) es la capital de la provincia de Zanyán. Su población es de 286 295 habitantes. La ciudad se ubica a una longitud de 48°28' E, y latitud 36°40' N, y tiene 1663 m de altitud sobre el nivel medio del mar. La ciudad se encuentra en la margen del río Zanyán (Zanyán-rud), sobre el cual existe el Parque forestal de Zanyán. 

## Educación
Zanyán cuenta con instituciones de educación superior como la Universidad de Zanyán, la cual cuenta con 3000 estudiantes, la Universidad Islámica Azad, con 6000 estudiantes, y la recién creada Universidad de Ciencias Médicas, así como el Instituto de Estudios Avanzados en Ciencias Básicas.